# Pearl Chertok
Pearl Chertok (* 18. Juni 1918 in Laconia/New Hampshire; † 1. August 1981 in White Plains/New York) war eine US-amerikanische Harfenistin, Musikpädagogin und Komponistin.
Chertok studierte am Curtis Institute of Music und unterrichtete Harfe an der New York University, am Sarah Lawrence College, dem Manhattanville College und der State University of New York. Sie trat in verschiedenen Formationen und in Fernsehshows wie The Arthur Godfrey Show und Ed Sullivans Toast of the Town als Harfenistin auf und komponierte selbst Stücke für ihr Instrument (darunter die Around the Clock Suite). Unter anderem komponierten Sergiu Natra, Carman Petra-Basacopal und Elie Siegmeister Werke für sie. Chertok war Gründerin und Präsidentin der American Harp Society.